# وزارة الصحة والرعاية الاجتماعية (كوريا الجنوبية)
وزارة الصحة والرعاية الاجتماعية ( MOHW سابقًا MW ، (الكورية: 보건복지부)  ) هي فرع من حكومة كوريا الجنوبية . يقع المقر الرئيسي في مدينة سيجونغ .  كان المقر الرئيسي سابقًا في الطوابق من 6 إلى 12 من مبنى هيونداي في منطقة جونجنو ، سيول ، عندما كانت تسمى سابقاً وزارة الصحة والرعاية الاجتماعية وشؤون الأسرة. 

## أنظر أيضاً
- الرعاية الصحية في كوريا الجنوبية
- الصحة في كوريا الجنوبية
- الصحة العقلية في كوريا الجنوبية
- خدمة مراجعة وتقييم التأمين الصحي
- الجمعية الطبية الكورية

## روابط خارجية
- الموقع الرسمي
 (بالإنجليزية)

قالب:Biotechnology industry in South Koreaقالب:Health ministries in Asia